# 土屋浩
土屋 浩（つちや ひろし、1960年 - ）は、日本の政治家。愛知県設楽町長（1期）。元設楽町議会議員（4期）。

## 来歴
愛知県北設楽郡津具村（現・設楽町）生まれ。高校進学のため地元を離れた。1983年（昭和58年）、木材市場に就職。1993年（平成5年）、家業の製材業を継ぐ。地域活性化の一環として、地元有志のチームで日本テレビの番組『全日本仮装大賞』に10年以上連続で出場した。
2007年（平成19年）、設楽町議会議員選挙に立候補し初当選。2008年（平成20年）、設楽ダム受け入れの議決では賛成した。
2013年（平成25年）、奥三河木材協同組合代表理事に就任。2019年（平成31年）、設楽町議会議員選挙に4選。
2021年（令和3年）7月8日、任期満了に伴う設楽町長選挙への立候補の意向を表明。「設楽ダムで予定されている小水力発電の売電益を町民に還元すること」を公約に掲げた。同年10月17日に行われた町長選挙で前町議の松下好延ら3候補を破り初当選した。10月23日に就任。